# Lijst van burgemeesters van Kollumerland en Nieuwkruisland
Dit is een lijst van burgemeesters van de voormalige Nederlandse gemeente Kollumerland en Nieuwkruisland in de provincie Friesland vanaf de invoering van de Gemeentewet in 1851.
| Ambtsperiode | Naam burgemeester                             | Partij of stroming | Bijzonderheden                                                                           |
| ------------ | --------------------------------------------- | ------------------ | ---------------------------------------------------------------------------------------- |
| 1851 - 1861  | mr. Age Tjepke Ruurd Sixma baron van Heemstra |                    | Eerder grietman van Kollumerland en Nieuwkruisland.                                      |
| 1862 - 1872  | mr. Bernhardus Hopperus Buma                  |                    | benoemd op 25 januari 1862                                                               |
| 1872 - 1906  | Jouwert Witteveen                             |                    |                                                                                          |
| 1906 - 1941  | Jacob Jan Woldringh                           |                    |                                                                                          |
| 1941 - 1945  | Gerben Feitsma                                | NSB                |                                                                                          |
| 1945 - 1946  | Jakob Klok                                    | SDAP               | Waarnemend burgemeester na de Tweede Wereldoorlog, van 27 april 1945 tot 1 februari 1946 |
| 1946 - 1959  | Jan Marten Praamsma                           | ARP                |                                                                                          |
| 1960 - 1966  | Huibert Ottevanger                            | ARP                | was burgemeester van Ulrum en later burgemeester van Achtkarspelen                       |
| 1966 - 1976  | Doeke Bekius                                  | ARP                |                                                                                          |
| 1976 - 1983  | Jaap Maris                                    | ARP / CDA          |                                                                                          |
| 1983 - 2001  | Piet Visser                                   | CDA                |                                                                                          |
| 2001 - 2018  | Bearn Bilker                                  | CDA                | De gemeente fuseerde per 1 januari 2019.                                                 |